# QGIS
Quantum GIS, hay còn gọi là QGIS là phần mềm tự do về hệ thống thông tin địa lý. Tính năng chính của QGIS là thao tác trên các lớp bản đồ có dạng véc-tơ.

## Lịch sử
Dự án QGIS được khởi đầu vào tháng 5, 2002. Ý tưởng được hình thành vào tháng 2 năm đó khi Gary Sherman tìm kiếm một phần mềm xem file GIS chạy trên Linux, phải đủ nhanh và hỗ trợ nhiều định dạng. Cùng với mối quan tâm viết một ứng dụng GIS, phần mềm đã được xây dựng. Tháng 6 năm 2002, dự án được đăng ký tại SourceForge.
Phiên bản mới nhất của QGIS có tên là Hannover.

## Tính năng
- Qgis có thể đọc được nhiều dạng dữ liệu: các lớp bản đồ tạo bởi ArcView, MapInfo và GRASS, các bảng thông tin tạo bởi PostgreSQL (thông qua PostGIS).
- Số hóa bản đồ và các công cụ kết nối với GPS.
- Các tính năng biên tập bản đồ, tạo lưới kinh vĩ độ, chèn thang tỉ lệ, mũi tên chỉ hướng bắc...
- Phân tích không gian nhờ PostGIS hoặc kết nối với GRASS.
- Thay đổi các tính năng thông qua cơ chế plug-in.[2]

Giao diện của QGIS được xây dựng trên cơ sở là bộ Qt.
Mặc dù QGIS là phần mềm nguồn mở nhưng người dùng vẫn có thể đăng ký dịch vụ hỗ trợ kĩ thuật